# 彦洞乡
彦洞乡，是中华人民共和国贵州省黔东南苗族侗族自治州锦屏县下辖的一个乡镇级行政单位。

## 行政区划
彦洞乡下辖以下地区：
彦洞村、救民村、仁里村、瑶伯村、登宜村、采芹村、黄门村、仁丰村和九勺村。